# Jaroslav Valenta (architekt)
Prof. Ing. dr. Jaroslav Valenta (3. března 1887 Pístovice – 2. ledna 1934 Schladming, Rakousko) byl zemským vrchním stavebním komisařem, docentem na české technice v Brně. Podílel se společně Josefem Kalousem na vytváření prvního pavilonu brněnského výstaviště.

## Vzdělání
- Zemská vyšší reálná škola v Prostějově
- Česká vysoká škola technická v Praze, odbor stavitelského inženýrství, titul Ing. Dr.

## Zaměstnání
- pomocný kreslič Moravského zemského stavebního úřadu
- výpomocný inženýr
- provizorní zemský stavební adjunkt
- provizorní zemský stavební komisař
- zemský stavební komisař
- zemský vrchní stavební komisař